# Kelungu
Kelungu is een bestuurslaag in het regentschap Tanggamus van de provincie Lampung, Indonesië. Kelungu telt 633 inwoners (volkstelling 2010).